# Chichaoua

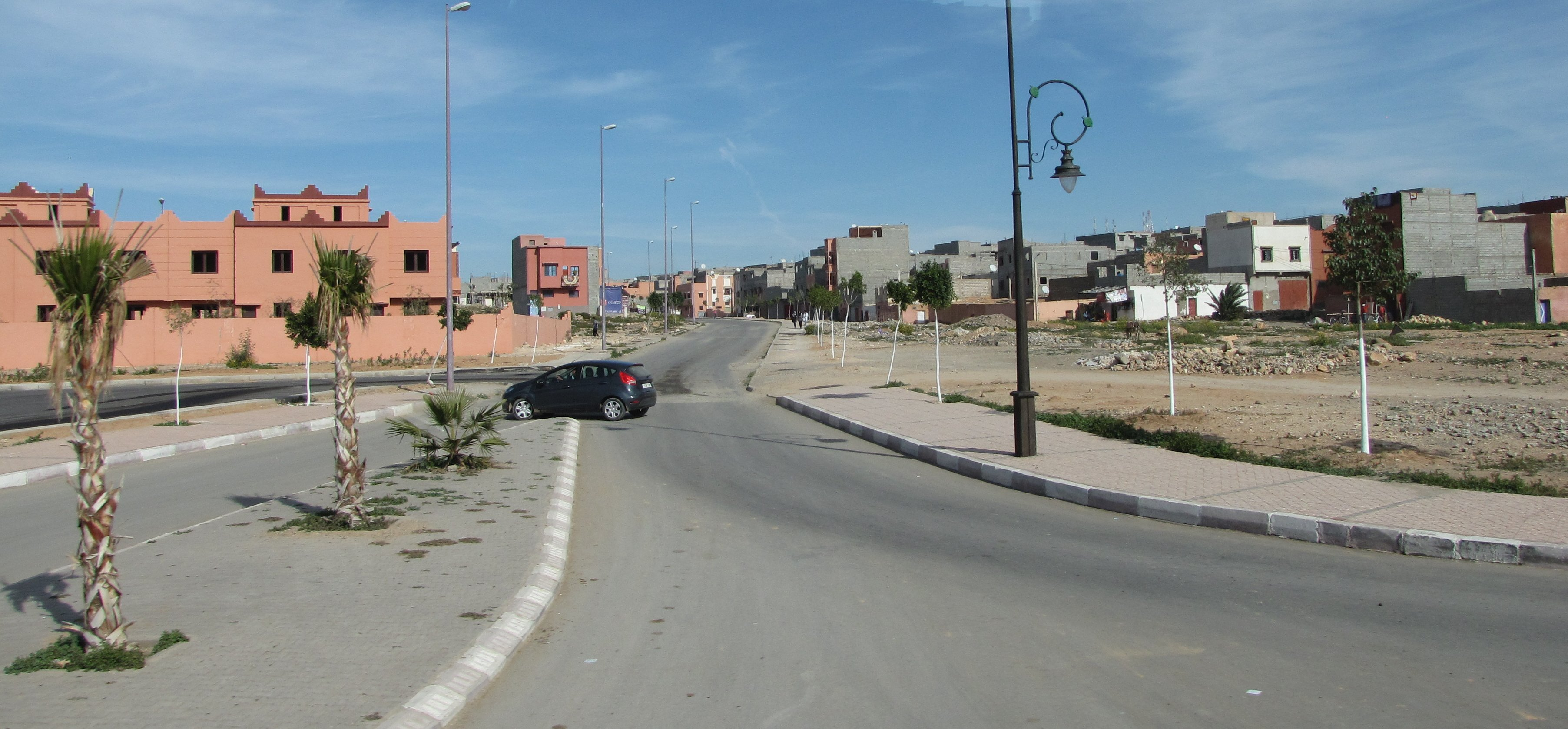
Chichaoua.

Chichaoua är en stad i Marocko och är administrativ huvudort för provinsen Chichaoua som är en del av regionen Marrakech-Safi. Folkmängden uppgick till 27 869 invånare vid folkräkningen 2014.